# Chapour Ier
Pour les articles homonymes, voir Chapour.
Chapour, Shapour, Châhpour ou Sapor Ier (en persan : شاپور / Šâpur) est un roi des rois de l'Empire sassanide ayant régné de 240 à 272 apr. J.-C.

## Biographie

### Un prince héritier
Fils d'Ardachir Ier, fondateur de l'Empire sassanide, et de la « dame Myrrôd », Chapour fait ses premières armes aux côtés de son père lors de la bataille d'Hormizdaghan en 224, au cours de laquelle Ardachir renverse la dynastie parthe arsacide. De 226 — date du couronnement d'Ardachir à Ctésiphon — à 240, on ignore quel est son rôle précis. En 240, c'est sans doute lui qui dirige la prise et la destruction de Hatra, en Mésopotamie. Le 12 avril 240, il est couronné Roi des Rois et règne en association avec son père Ardachir. En 241, à la mort de ce dernier, il reste seul sur le trône.

### La guerre de 243‑244 et la paix avec les Romains
En 243, il doit affronter une nouvelle expédition romaine conduite par l'empereur Gordien III et son préfet du prétoire Timésithée. Les Perses sont défaits à Rhesaina (Syrie) mais l'année suivante, en 244, Chapour bat les Romains à Misikhè (Al-Anbar près de Falluja, Irak), faisant de nombreux prisonniers et contraignant Gordien à la retraite. Ce dernier meurt en route (assassinat ou blessure, on ne sait) et l'armée romaine élit le préfet Philippe pour lui succéder.
Chapour conclut la paix avec le nouvel empereur. Les Romains versent une rançon de 500 000 aurei pour la libération des prisonniers, conservent leurs conquêtes de 243 qui s'étendent jusqu'à Anatha ('Ana, Irak), mais s'engagent sans doute à ne pas intervenir dans le différend qui l'oppose au roi Tiridate II d'Arménie. Philippe s'engage par ailleurs à lui verser un tribut.

### La soumission de l'Arménie
Cette victoire permet à Chapour de consolider son autorité sur la plupart de ses vassaux, et de rallier certains qui soutenaient encore la dynastie arsacide. Mais il lui faut toujours partir en guerre contre des rebelles, comme en 250 dans le Khorassan. En 252, sans doute, il fait assassiner le roi d'Arménie Tiridate II, et occupe immédiatement ce royaume où la plupart de l'aristocratie lui fait allégeance, tandis que d'autres vont se réfugier chez les Romains, emmenant avec eux les jeunes princes héritiers Khosrov et Tiridate, tout jeunes et derniers survivants de la famille arsacide. Chapour nomme son fils Hormizd roi d'Arménie, dans la tradition remontant au Ier siècle qui veut que le roi d'Arménie soit issu de la famille du Roi des Rois, au pouvoir à Ctésiphon.

### La guerre de 252 contre les Romains
Réagissant à ce coup de force, les Romains concentrent une armée en Syrie mais Chapour réunit ses vassaux et attaque le premier, avec le soutien de l'Arménie dirigée par son fils Hormizd et de Romains dissidents emmenés par Mariadès, un notable exilé d'Antioche. Chapour défait l'armée romaine en 252 à Barbalissos sur l'Euphrate (Bâlis, Syrie), puis à Chalcis (Qinnasrin, Syrie), ravage toute la Syrie du Nord, et s'arrête devant Antioche (Hatay, Turquie) où il laisse Mariadès prendre le pouvoir (on ne sait à quel titre) et lui faire allégeance. Odénat, chef des forces romaines installées à Palmyre, tente d'amadouer Chapour mais refuse de lui faire formellement allégeance. Chapour ne tente rien contre lui.
L'année suivante, en 253, Chapour se ravise, fait occuper Antioche, détruit la ville et déporte en Basse-Mésopotamie ou en Perse des milliers de prisonniers civils. Il les installe sur des terres à mettre en valeur où ils créent de nouvelles villes. En Syrie, Chapour se heurte à la résistance locale et aux débris reformés de l'armée romaine dans la région d'Émèse (Homs, Syrie), tandis que le nouvel empereur romain, Valérien, reprend pied à Antioche en 254 et rétablit l'autorité impériale sur les territoires romains. Chapour se replie sur Ctésiphon, ne conservant que Nisibe (Nusaybin, Turquie), ancienne capitale de la Mésopotamie romaine.
De 254 à 260, Chapour reste en conflit constant contre les Romains, avec des fortunes diverses. Ainsi, en 256, il semble que les Romains aient célébré un grand succès contre lui, alors que la même année les Perses ont pris la place-forte de Doura Europos sur l'Euphrate (Salhiyé (en), Syrie) et l'ont totalement détruite et vidée de sa population.

### Le triomphe sur les Romains en 260

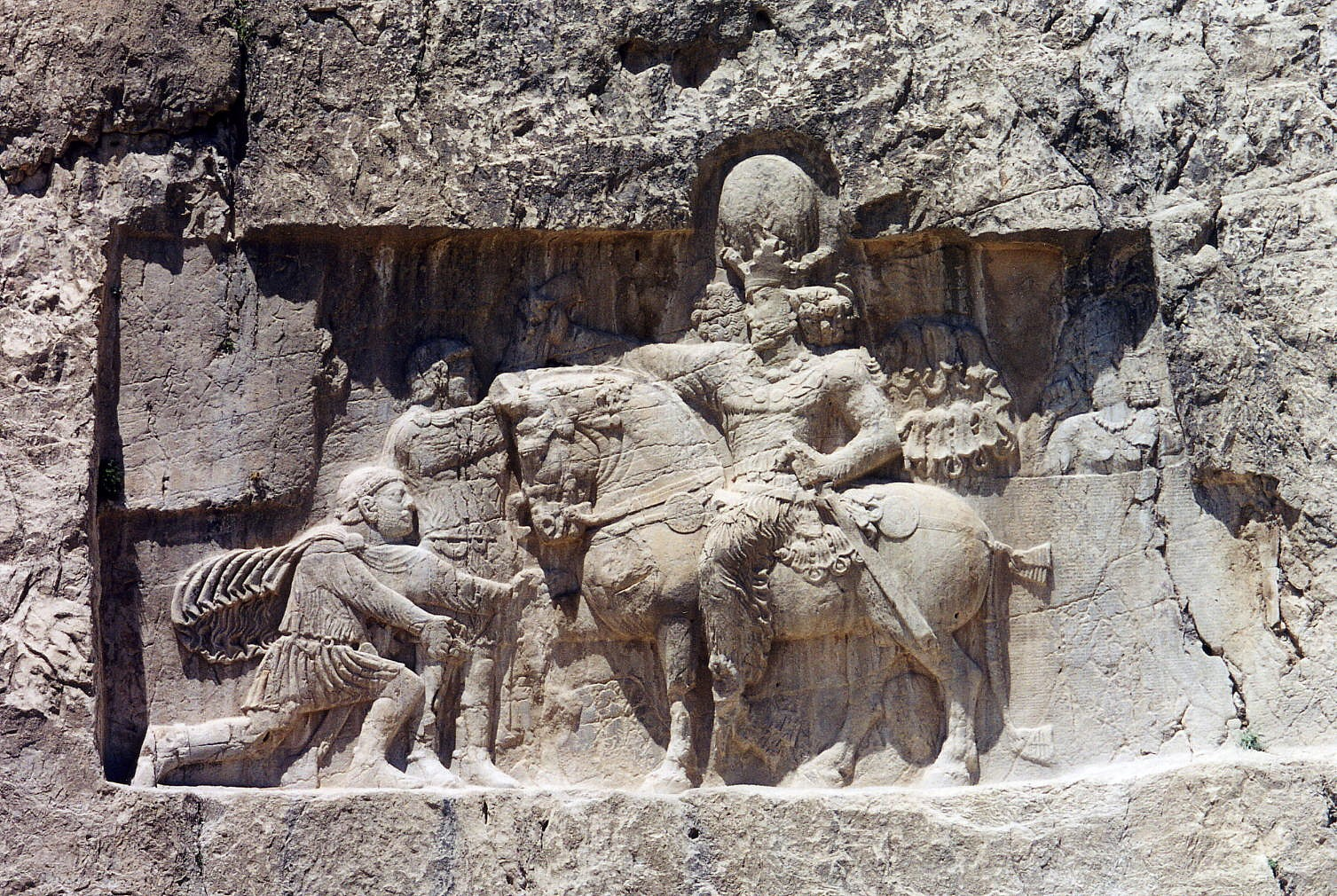
Triomphe de Chapour sur les empereurs Philippe l'Arabe et Valérien.

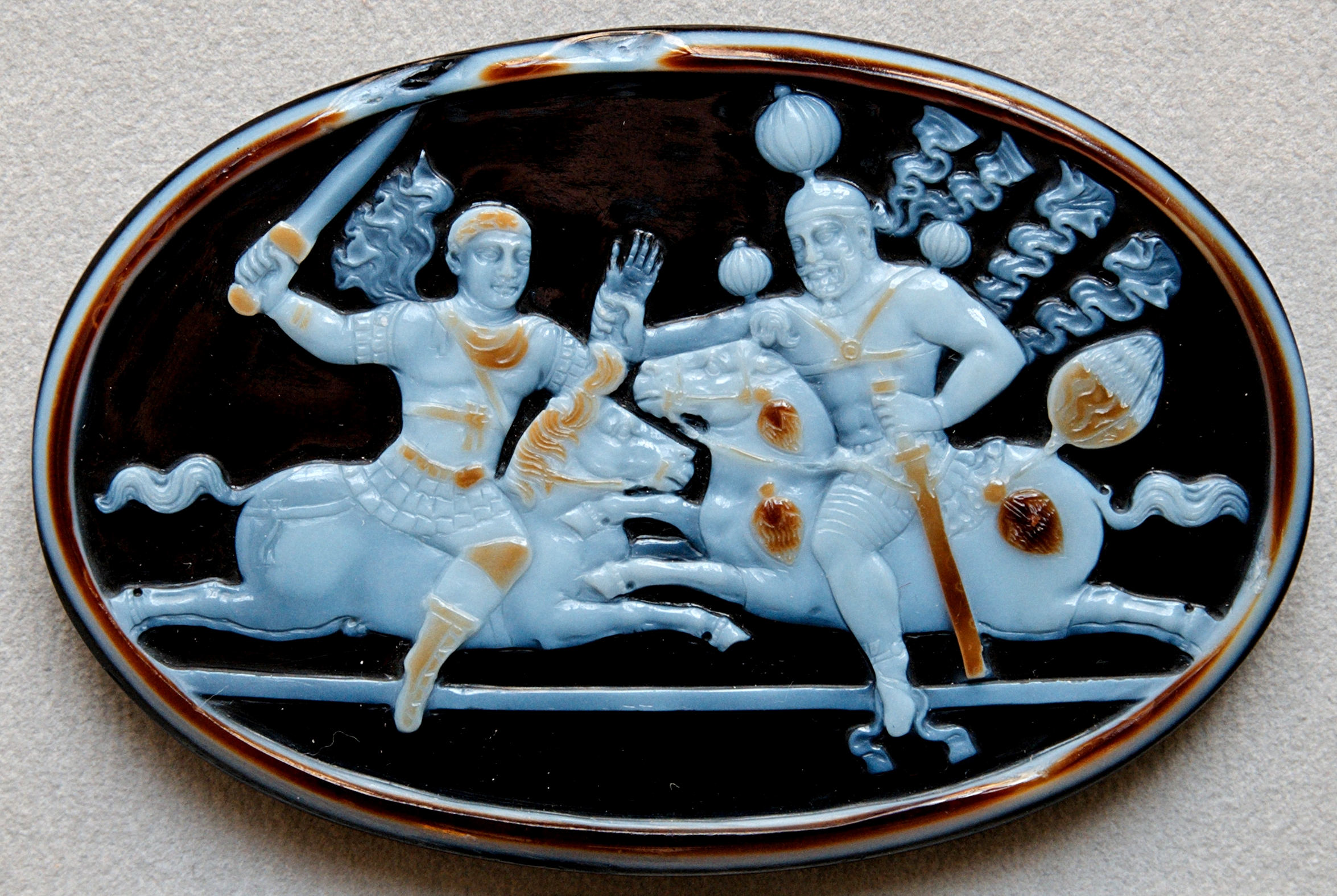
Camée antique interprété comme la capture de Valérien à la bataille d'Edesse par Chapour Ier

En 260 Chapour envahit ce qui restait de la Mésopotamie et de l’Osroène romaines, assiégeant Carrhes et Édesse (Harran et Şanlıurfa, Turquie). Valérien ayant réuni une armée importante à Samosate (Samsat, Turquie) marche contre lui mais est battu et fait prisonnier (Chapour se vante de l'avoir personnellement capturé et Velenus, roi des Cadusii, réclame sa libération). L'armée romaine ne fait rien pour récupérer son empereur et se replie immédiatement sur Émèse (Homs, Syrie), laissant sans défense la Syrie du Nord et le cœur de l'Asie Mineure. Chapour s'engouffre dans cette brèche et dévaste la Syrie, la Cilicie et la Cappadoce sans vraiment rencontrer de résistance sérieuse dans un premier temps, puis à la fin de la saison militaire se replie avec ses vassaux, chargé de butin.
Quant à Valérien, prisonnier, les traditions iraniennes, reproduites par des auteurs médiévaux comme Tha'alibi Tabari et Firdousi, disent qu'il fut traité avec des égards relatifs, tandis que Lactance au IVe siècle prétend que l'empereur fut maltraité puis, après sa mort en captivité, empaillé et exposé dans un temple.

### La fin du règne (261‑272)
En Syrie, la contre-offensive romaine s'organise dès 261, sous la direction d'Odénat de Palmyre que Valérien a sans doute fait gouverneur de Syrie-Phénicie, et que Gallien, fils de Valérien, a promu dans l'urgence chef suprême des forces romaines d'Orient. Odénat prétend avoir intercepté les Perses à leur retour vers Ctésiphon, et même avoir ravagé les États de Chapour jusqu'aux environs de Ctésiphon à deux reprises entre 260 et 267.
On connaît mal les événements qui marquent la dernière décennie du règne de Chapour. Les derniers partisans des Arsacides n'ont toujours pas désarmé, et se sont semble-t-il rangés sous la bannière d'Odénat de Palmyre, chef de l'armée romaine subordonné en théorie à l'empereur Gallien, mais revendiquant en même temps le titre de Roi des Rois, en un clair défi à Chapour. Mais cela ne débouche pas sur un nouveau conflit majeur.
Pour Chapour, le temps de la diplomatie et du compromis semble venu. Tandis qu'Odénat dirige l'Orient romain depuis Émèse, la cité de Palmyre (Tadmor, Syrie) dirigée semble-t-il par un certain Worod, conclut des accords avec Chapour. Sans cesser de faire partie de l'Empire romain, Palmyre reprend son commerce caravanier et Worod (s'il s'agit bien du même, ce qui est probable) est même compté par Chapour au nombre de ses vassaux. Quand, après l'assassinat d'Odénat et de son fils Hérodien en 267, la veuve d'Odénat Zénobie s'empare du pouvoir en Syrie, puis en Égypte, Chapour semble être resté neutre dans ce qui n'est au fond qu'une guerre civile romaine.
Chapour meurt en mai 272, dans sa ville de Bishapour (près de Kazerun, Iran). Peut-être a-t-il été enterré dans un tombeau rupestre, à la manière des Achéménides, en l'occurrence la grotte proche de Bishapour où l'on voit encore aujourd'hui sa statue colossale. Ses fils Hormizd, Vahram et Narsès lui succèdent l'un après l'autre.

## Bilan du règne

### Un régime stable
Chapour a passé le plus clair de son règne à guerroyer sur tous les fronts, à l'ouest contre les Arméniens, contre les Romains, mais aussi à l'est de son empire. Si, dans les faits, il a consolidé la domination des Sassanides sur le monde irano-mésopotamien, en éliminant physiquement les derniers représentants de la dynastie parthe arsacide qui pouvaient prétendre à plus de légitimité que lui, il restait encore à la fin de son règne des nostalgiques des Arsacides, mais tous sont réduits à combattre pour les Romains. La force de son régime apparaît quand on considère sa stabilité, comparée à l'instabilité de l'Empire romain à la même période. Chapour, qui avait reçu le pouvoir de son père et l'a transmis à son fils, a vu en trente ans de règne se succéder chez les Romains Gordien III, Philippe l'Arabe, Trajan-Dèce, Trébonien Galle, Émilien, Valérien, Gallien et Claude le Gothique, sans compter les innombrables usurpateurs et autres rebelles dont Zénobie est la plus connue. Cette stabilité n'a pu que renforcer son autorité et son prestige auprès des populations du Moyen-Orient.

### Chapour bâtisseur
Dans sa grande inscription commémorative de Naqsh-e Rostam, Chapour déclare avoir bâti de nombreuses villes. La principale d'entre elles est Bishapour, en Iran, près de Kazerun. Ce n'est pas une ville ronde comme le sont généralement les villes parthes ou sassanides, mais une ville au plan partiellement rectangulaire, avec deux voies principales se croisant à angle droit, dans un style qui fait immédiatement songer aux fondations romaines telles que Timgad ou Philippopolis d'Arabie. On ne sait au juste à quelle période de son règne les travaux ont été entrepris, s'il faut y voir la main des prisonniers faits en 260 ou plutôt celle des spécialistes romains fournis par Philippe l'Arabe au titre de la paix de 244. On peut faire la même remarque pour la Band-e Kaisar (« Digue de César »), pont-barrage sur la rivière Karoun au sud-ouest de l'Iran.
D'autres villes ont été créées sous son règne pour l'établissement des Syriens déportés en 252-253, sans compter les nombreuses refondations, qui ont dû se traduire par des constructions importantes, comme celle de Misikhè, refondée comme « Peroz Chapour » (« Chapour Victorieux ») sur l'Euphrate, place essentielle pour la défense de Ctésiphon.
Enfin faut-il attribuer à Chapour Ier la construction de l'immense palais de Ctésiphon dont les ruines se visitent toujours au sud de Bagdad ?
Shapour n'a pas été qu'un bâtisseur, il a aussi été un destructeur. Il a fait détruire Antioche, une des plus grandes cités de l'Empire romain et capitale de l'Orient romain — et si Antioche s'en est relevée, elle en portait toujours la marque un siècle plus tard, aux dires de Libanios. Il a en revanche littéralement rayé de la carte au moins deux cités importantes, Hatra en 240 et Doura Europos en 256 : plus personne jamais ne les réoccupa, jusqu'à l'arrivée des archéologues au XXe siècle. En faisant ainsi le désert aux frontières, et en déportant les populations à l'intérieur de son empire pour les y laisser cette fois prospérer, il appliquait la politique traditionnelle des Assyriens et des Babyloniens.

### La politique religieuse de Chapour
Petit-fils d'un prêtre de la déesse Anahita, Chapour se déclare issu de la race des dieux et « adorateur de Mazda », le dieu dynastique des anciens rois achéménides puis des rois de Perse. Sur les bas-reliefs commémorant leur investiture, c'est d'Ahura Mazda (le faiseur de richesses) qu'Ardachir et plus tard Chapour reçoivent les attributs royaux.
Le phénomène religieux qui marque le plus le monde iranien sous son règne est la montée en puissance du clergé mazdéen, comme en témoigne l'ascension du mobedh Kartir. Ce dernier prétend, dans une inscription qu'il fit graver, avoir profité des conquêtes de Chapour pour promouvoir le mazdéisme. S'il est vrai que Kartir faisait partie de la cour de Chapour, on remarque cependant qu'il n'est mentionné dans l'ordre protocolaire qu'à un rang relativement modeste, ce qui limite l'influence à laquelle il peut prétendre. L'Église mazdéenne hiérarchisée et structurée, qui devient la véritable religion d'État sous les Sassanides du IVe au VIIe siècle, n'a pas encore ce statut sous Chapour. En revanche, le roi aurait voulu annexer à l'Avesta, le livre saint du mazdéisme mis en forme sous son père Ardachir, les écrits non-religieux venus de l'Empire romain ou de l'Inde, sur la médecine, l'astronomie, la logique, etc.
De fait, Chapour, qui ne fut jamais sous la coupe des religieux, apparaît comme un souverain particulièrement tolérant, assurant le meilleur accueil aux représentants de tous les cultes en lesquels il voit les relais potentiels de son autorité. Les sources juives ont conservé le souvenir des audiences bienveillantes qu'il accorda aux chefs de leur communauté. Les récits tardifs grecs de l'invasion de la Syrie en 252-253 évoquent un Chapour détruisant tout mais respectant au moins le sanctuaire d'Apollon à Daphné, ou prêt à négocier avec un prêtre d'Émèse, tandis que les chrétiens d'Antioche déportés en Perse reçoivent toute liberté d'y reconstituer leurs églises et même d'y prêcher l'Évangile aux populations locales.
L'aspect le plus connu de la politique religieuse de Chapour Ier fut l'impulsion qu'il donna à la diffusion du manichéisme. Si aucun document officiel de l'époque ne le mentionne, les textes manichéens insistent sur la protection que Chapour accorda au prophète Mani, alors même que ce dernier entrait en concurrence directe avec le clergé zoroastrien. Il ne s'agit pas là d'une simple question de tolérance et de respect pour les traditions des différentes communautés de l'Empire : Mani créait une religion nouvelle aux prétentions universelles, susceptible d'unir Orient et Occident, ce que le christianisme et le zoroastrisme n'étaient pas, selon lui, parvenus à réaliser. La protection que Chapour accorda à cette entreprise peut s'analyser de diverses manières, mais il est certain que la nouvelle religion servait ses intérêts politiques, et que son développement permettrait de limiter l'influence grandissante du clergé zoroastrien. D'ailleurs plus tard, sous Dioclétien, les attendus d'un édit de persécution des manichéens considèrent cette religion comme de la subversion pro-perse, alors même que dans l'Empire sassanide elle était persécutée elle aussi à cette date.

## Naqsh-e Rostam
Dans la grande inscription de Naqsh-e Rostam figure un texte à la gloire du roi Chapour Ier, que les historiens occidentaux ont dénommé Res gestæ divi Saporis, dans lequel le grand roi définit les offrandes qui doivent être faites pour l’âme des membres de sa famille. Il énumère :

« Le seigneur Sâsan [son arrière-grand-père] le roi Pâpak [son grand-père] le roi Sapor fils de Pâpak [son oncle] le roi des rois Ardachir [son père], la reine de l’Empire Khoranzêm [son épouse], la reine des reines Adour-anâhîd [son épouse, qualifiée auparavant de « notre fille »] la reine Dênak [son autre épouse]. Le roi de Gêlân Vahrâm [son fils], le roi de Mésène Sapor [son fils], le grand roi d’Arménie Hormizd-Ardachir [son fils], le roi des Sakas Narseh [son fils], la reine des Sakas Sapor-doukhtak, la dame des Sakas Narseh-doukht, la dame Casmak, le prince Péroz, la dame Myrrôd mère du roi des rois Chapour Ier [sa mère], le prince Narseh, la princesse Rôd-doukhtak fille d’Anôsak, de Gorâz-doukht fille de Khoranzêm, de la reine Stahryâd [une autre épouse], de Hormizdak fils du roi d’Arménie, de Hormizd, Hormizdak, Odâ-kakht, Vahrâm, Sapor et de Péroz fils du roi de Mésène, de Sapor-doukhtzak fille du roi de Mésène et de Hormizd-doukhtak fille du roi des Sakas [ses petits-enfants]. »

## Famille et descendance
Selon l'inscription de Naqsh-e Rostam, Chapour Ier épousa Khoranzêm, qualifiée de « reine de l'Empire », Dênak reine, Stahryâd reine, ainsi que sa propre fille, la « reine des reines » Adour-anâhîd. Il en eut au moins quatre fils et une fille :
- Hormizd Ier, grand roi d'Arménie ;
- Chapour, roi de Mésène ;
- Vahram Ier, roi de Gêlân ;
- Adour-anâhid (en), « reine des reines » ;
- Narseh, roi de Sind, de Sacastène et de Tourène.

Selon certaines interprétations des Chroniques géorgiennes, il aurait eu également un fils d'une concubine :
- Mirvan III, roi d'Ibérie.

## Dans la culture
- Paul Delorme, Shâhpur, Roi des rois, 2007, Paris, éd. L'Harmattan.
- Amin Maalouf, Les Jardins de lumière, 1991, Lattes, Paris.